# Burma-Goral
Der Burma-Goral (Naemorhedus evansi) ist eine Paarhuferart aus der Gruppe der Ziegenartigen (Caprinae), die im nördlichen und mittleren Myanmar, in den Provinzen Mae Hong Son und Chiang Mai im nordwestlichen Thailand und im äußersten Süden der chinesischen Provinz Yunnan vorkommt.

## Merkmale
Es ist eine kleine Goralart, die deutlich kleiner als der Chinesische Goral (Naemorhedus griseus) ist. Sein Fell ist auf dem Rücken und an den Seiten hellbraun oder rehbraun, Brust und Bauch sind hell graubraun und goldbraun bis cremefarben mit einem dunklen Streifen an der Vorderseite. Die Kehle ist weißlich mit einem mehr oder weniger ausgeprägten gelbgoldenen Einschlag. Auf der Mittellinie des Rückens verläuft ein dunkler Streifen. Der Schwanz ist meist dunkelbraun.

## Lebensraum und Lebensweise
Der Burma-Goral lebt in bergigen Gebieten und sein Lebensraum ist von Felsen, steilen Hängen (oft mehr als 60° Steigung) und von Bäumen und hohen Sträuchern geprägt. Er ernährt sich wahrscheinlich vor allem von verschiedenen Gräsern. Die Trächtigkeitsdauer beträgt etwa 180 Tage und es wird in der Regel ein einzelnes Jungtier geboren. Weder zur Ernährung noch zur Fortpflanzungsbiologie gibt es genauere Daten.

## Systematik
Der Burma-Goral wurde 1905 durch den englischen Naturforscher Richard Lydekker unter der Bezeichnung Urotragus evansi erstmals wissenschaftlich beschrieben. Der britische Zoologe Reginald Innes Pocock synonymisierte den Burma-Goral 1913 mit dem Chinesischen Goral (Naemorhedus griseus). Im Standardwerk Mammal Species of the World aus dem Jahr 2005 wird der Burma-Goral als Unterart des Chinesischen Gorals aufgeführt. Im Jahr 2011 stellten die Zoologen Peter Grubb und Colin P. Groves in einer Revision der Hornträger dann ein Sechs-Arten-Schema vor, in dem der Burma-Goral wieder eine eigenständige Art ist. Dies wurde im Huftierband des Handbook of the Mammals of the World, der ebenfalls 2011 erschien, so übernommen. Auch in aktuellen 2020, 2022 und 2023 veröffentlichten Arbeiten über die Gorale wird der Burma-Goral als eigenständige Art angesehen.

## Gefährdung
Der Burma-Goral gilt als gefährdet. Hauptgründe sind die Wilderei, die Entwaldung und die Ausdehnung landwirtschaftlich genutzter Flächen. Genaue Daten liegen jedoch nicht vor.